# 労働集約型産業
労働集約型産業（ろうどうしゅうやくがたさんぎょう 英語: labor-intensive industry）とは経済学用語の一つ。存在している産業の中でも人間による労働力による業務の割合が大きい産業のことを労働集約型産業と言う。
現代の日本では接客を行う商業やサービス業、コンテンツ産業、アニメーション業界などと言った第三次産業が労働集約型産業とされている。